# 神宮文庫
神宮文庫（じんぐうぶんこ）は、伊勢神宮が運営する図書館である。伊勢の神宮の公益事業であり、神宮の宗教法人としての規則である神宮規則第64条によると、「神宮所蔵の図書を整理保存し、日本固有文化に資する図書の蒐集及び補修を行い、これを一般に閲覧せしめ、文化の発展、智識の向上に資するを目的とする」。内宮と外宮が所蔵していた文書・記録などのほか、慶安1年（1648年）に設立された豊宮崎文庫（とよみやざきぶんこ）と、貞享3年（1686年）に設立された林崎文庫（はやしざきぶんこ）所蔵の図書を明治時代に統合・保管するために1906年（明治39年）に設立された。基本的に木曜-土曜日には一般の利用が認められている。一般の利用が可能な日時は#外部リンクの公式サイトを参照のこと。

## 沿革

### 江戸時代以前
奈良時代の766年（天平神護2年）、文書類を保管するために内宮に文殿（ふどの）がつくられた。外宮ではこれに遅れること約500年、鎌倉時代の1261年（弘長元年）に神庫（しんこ）がつくられた。これらの施設では神宮に関係しない文書・記録をも所蔵し、神職の研究・調査に利用されたが、禰宜以下の者には利用が許されなかった。
南北朝時代の正平年間（北朝では貞和年間であるが、北畠家支配下の伊勢国にあることもあって神宮は南朝よりであった）、戦乱で文書などが散逸することをおそれた荒木田経延が現在の伊勢市宇治今在家町に岡田文庫を設立するものの、直後の1347年（正平2年、北朝では貞和3年）12月20日に焼失し、再興されることはなかった。
外宮と内宮の対立もあり、これらの施設は明治維新後に廃止されるまで統一されず、両宮それぞれで独立して管理・運営された。

### 豊宮崎文庫

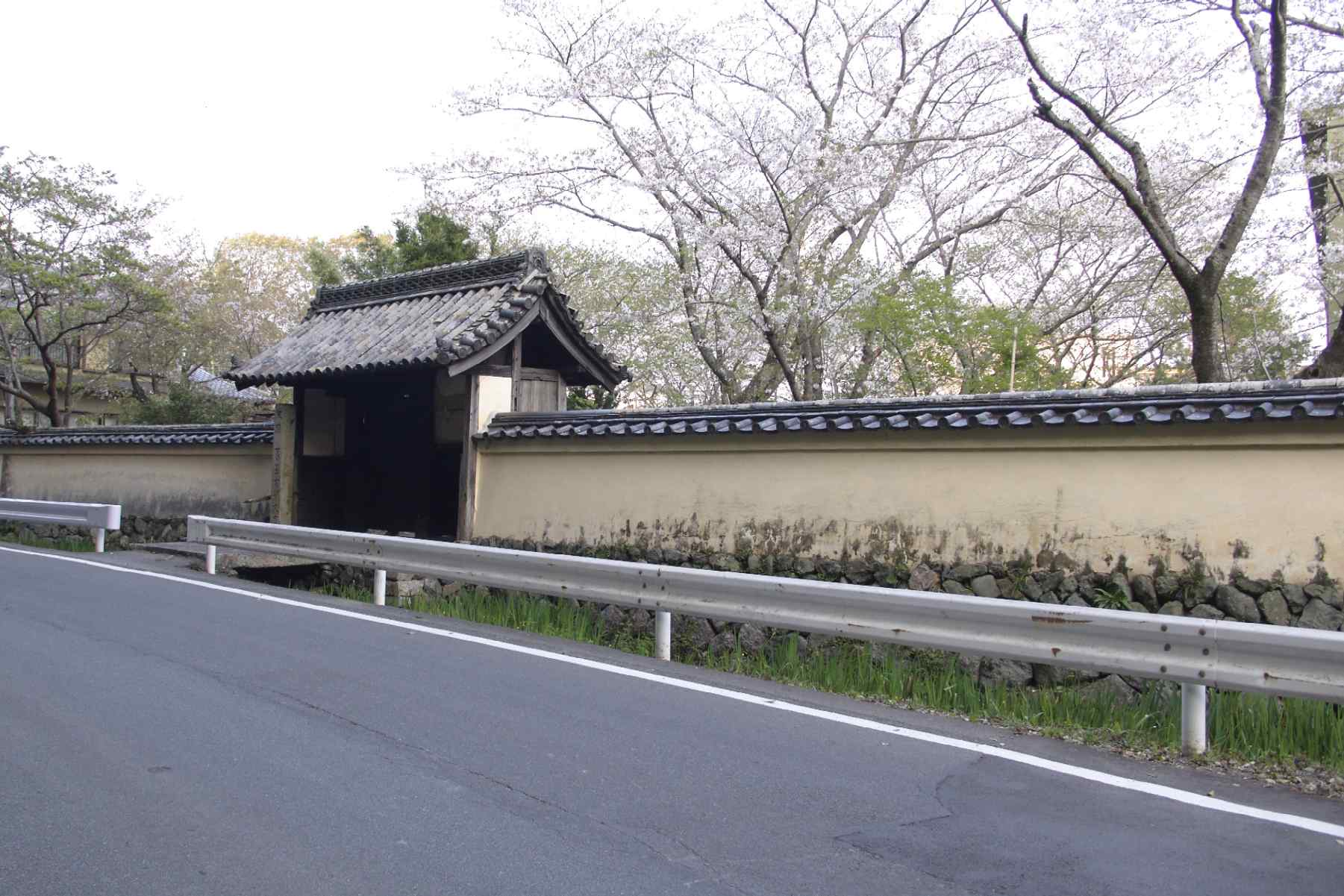
旧豊宮崎文庫

天下泰平となった江戸時代の慶安1年（1648年）、国学者として知られる外宮権禰宜出口延佳（度会延佳）の提唱に与村弘正・岩出末清・檜垣常基や御師、総勢約70名が賛同・出資し、外宮の東隣の豊宮崎（現在の伊勢市岡本3丁目、「豊受宮の尾崎」の意味で外宮神域の先に由来する地名）に豊宮崎文庫を設立した。この豊宮崎文庫に設けられた講堂では和学・漢学などの講義が行なわれ、神職の養成に勤めた。
寛文1年（1661年）に山田奉行の八木宗直が江戸幕府に働きかけ、豊宮崎文庫の修理料として米20石の畝地が寄贈された。宗直は文庫式条を定め、豊宮崎文庫設立に協賛した有志が出資し維持にあたる、籍中と称する財団により図書の購入や出納・謄写・曝涼などの業務を行う、などとした。8組で構成された籍中は行事を順番に交代で勤めた。当初70人であった籍中は後に100人を超えたと元禄10年（1697年）の『山田町方古事録』に記されている。
日本各地に豊宮崎文庫の名が知れ渡り、寛政8年（1796年）に水戸の小宮山昌秀から『太神宮参詣記』の古写本が、肥前島原城主松平忠房からは中国最古の史書の1つとされる『古文尚書』（13巻、明経道（みょうぎょうどう）博士の清原家に伝えられていた鎌倉時代の写本。神宮徴古館所蔵の重要文化財）が、安政4年（1857年）には水戸藩主徳川斉昭から『大日本史』の初摺本を寄贈されるなど、多くの学者からの書籍の寄贈が相次ぎ、豊宮崎文庫の蔵書は20,000冊を超えることになる。
日本各地の学者らの協力は書籍の寄贈にとどまらず、室鳩巣・貝原益軒・伊藤東涯などの学者が豊宮崎文庫を訪れ講演を行なった。

### 林崎文庫

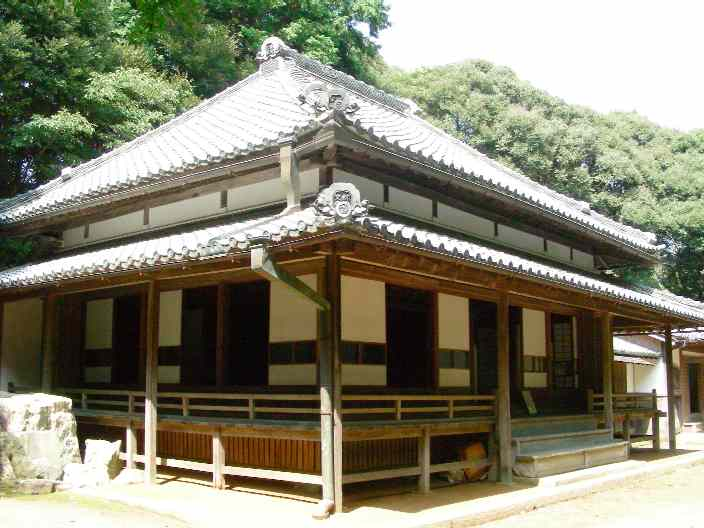
旧林崎文庫

豊宮崎文庫設立から約40年後の貞享3年（1686年）、内宮周辺の自治を行なっていた宇治会合年寄（うじかいごうとしより）らが中心となり、内宮に豊宮崎文庫と同様の文庫を設立する計画を立てた。山田奉行岡部駿河守勝重が江戸幕府から150両の下付を受け、翌貞享4年（1687年）に五十鈴川西岸の丸山（現在の宇治今在家町の内宮前駐車場）に内宮文庫（ないくうぶんこ）が設立された。しかし丸山は多湿で文書の保管に不適切と判断され、3年後の元禄3年（1690年）に丸山の北に隣接する林崎に移転、林崎文庫と改称した。しかし林崎文庫は豊宮崎文庫と違い経営主体を整備せず幕府の援助に頼ったため、100年経たないうちに荒廃してしまう。
この状況に嘆き立ち上がったのが国学者の谷川士清の娘婿で、内宮権禰宜兼副物忌父職を勤めていた蓬莱（荒木田）尚賢である。国学者の賀茂真淵にも学才を認められていた尚賢は天明2年（1782年）に書庫・講堂・塾舎などを整備、江戸・京都・大坂に献本の取次所を設けるなど尽力した。古くから尚賢と交友関係にあった本居宣長は『林崎のふみくらの詞』を著し林崎文庫の存在を称揚するなどで協力、京都で古書販売を営んでいた勤思堂の村井敬義は尚賢に感銘し、延宝9年（1681年）2月写の『一代要記』などの多くの貴重図書を含む2,602部を寄贈した。最終的には林崎文庫の蔵書は10,978冊を数えた。

### 明治維新後
江戸時代には独立して運営されていた内宮・外宮、豊宮崎文庫・林崎文庫も明治維新の影響を受けることになる。豊宮崎文庫は1868年（明治元年）明治1年（1868年）10月14日に廃止され宮崎学校とされた。宮崎学校は11月に一之木の笠井太夫邸に移り山田学校と改称したが12月には豊宮崎に再移転している。山田学校はその後宇治学校と合併、度會縣學校（度会県学校）と改称し岩淵の光明寺に移転するものの明治4年（1871年）1月に経済的理由で廃校となり、旧豊宮崎文庫の蔵書は籍中が預かることになった。
1871年（明治4年）7月、神宮司庁設立を中心とする近代化が明治政府により行なわれ、内宮・外宮の運営が統一されることになった。同時に御師制度は廃止となり御師の大部分が失業することとなった。翌明治5年（1872年）には内宮文殿・外宮神庫などに収蔵されていた両宮合わせて14,447冊の蔵書が神宮司庁に移管された。
1872年（明治5年）に伊勢神宮の教導機関として倭町の常明寺跡に神宮教院が設立され、1876年（明治9年）に旧豊宮崎文庫に移転し、講堂を神宮山田説教所として使用したが、1878年（明治11年）2月14日に失火で門と塀を残し焼失してしまう。幸いにも蔵書などは籍中の三日市太夫家に保管されていたため焼失を免れた。1881年（明治14年）には法人化する案があったが籍中による経営は困難と判断され、協議の上で残った図書などを西田貞助の所有物とすることとなった。
林崎文庫は明治維新直後の明治1年（1868年）に林崎学校となるものの同年11月宇治中之切町に移転すると同時に宇治学校と改称、林崎文庫は廃絶となった。1873年（明治6年）に元宇治会合年寄が建物と蔵書10,978冊を神宮司庁へ寄贈、教育機関としての役割も神宮司庁へ移管されることになり、同年神宮司庁は宇治浦田町の藤波氏宅を購入し、神宮教院とした。神職養成を中心とする学校は、1883年（明治16年）の神宮皇學館・1962年（昭和37年）の皇學館大学へと繋がる。

### 神宮文庫設立

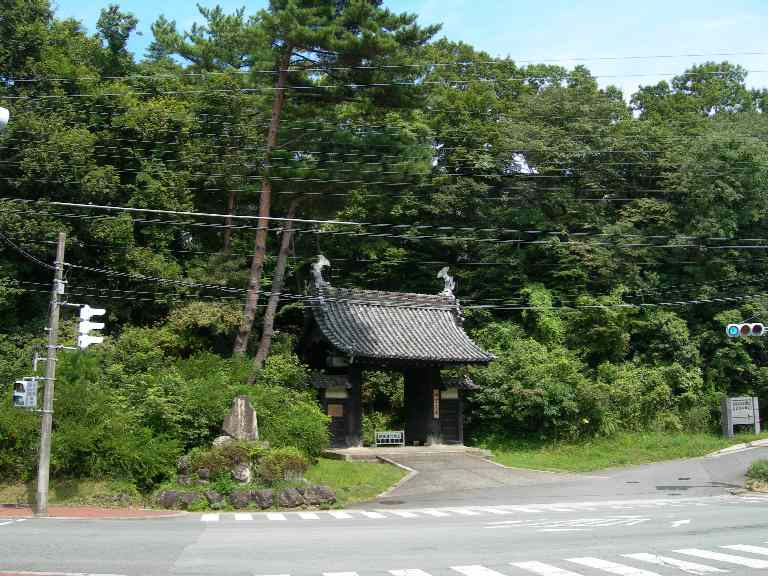
神宮文庫の黒門

明治初頭から神宮周辺の整備を行っていた神苑会は、神宮司庁所蔵の図書などを保管するために宇治館町に神宮文庫（じんぐうぶんこ）設立を計画した。1906年（明治39年）に神宮文庫が竣工。1907年（明治40年）の設立時には外宮内宮両宮の蔵書14,447冊と旧林崎文庫の蔵書10,978冊のほか、新規に寄贈・購入分を合わせて書籍50,136冊・雑誌2,581冊であったが、その後も蔵書は増え続けた。旧豊宮崎文庫の蔵書が散逸することをおそれた神苑会は1910年（明治43年）に蔵書と什器のすべてを17,000円で購入したが、この購入での20,745冊で早くも神宮文庫の書庫は溢れてしまった。
神宮皇學館は1919年（大正8年）に外宮と内宮のほぼ中間にあたる倉田山へ移転。また、五十鈴川の氾濫により書庫が床上浸水の被害を受けていたこともあって、1922年（大正11年）12月に神宮文庫の管理が神宮司庁から神宮皇學館に移された事を期に、神宮文庫も倉田山へ移転することになった。新しい神宮文庫は1925年（大正14年）8月に完成、1926年（大正15年）1月に開館となったが、このときに蔵書は10万冊目前の99,800冊となっていた。
外宮西側の八日市場にあった福島御塩焼太夫（ふくしまみさきだゆう、徳川将軍家の祈祷師を務めた御師）邸の門（慶長年間作）が1935年（昭和10年）に倉田山へ移築され、神宮文庫の門に生まれ変わった。この門は黒門とも呼ばれ、『御師邸門』として1958年（昭和33年）12月22日に伊勢市の有形文化財に指定されている。

### 第二次世界大戦後
1945年（昭和20年）の終戦直後には伊勢神宮の存続が危ぶまれたが、進駐軍は宗教法人化による神宮の存続を認め、神宮文庫も存続となった。戦後も増え続けた蔵書に対応するため、開庫から約50年後の1958年（昭和33年）に一部2階建の鉄筋コンクリート造の第2書庫を増築し、1966年（昭和41年）には3階建に増改築した。さらに増え続ける蔵書を永久保存するために2002年（平成14年）には第3書庫を増築し、全蔵書約28万冊のうち18万冊の和書を一括収蔵することとし、2003年（平成15年）から図書閲覧などを停止した上で2年を費やし、和書・洋書を大別するための図書の移動と整理を行なった。作業完了後の2005年（平成17年）4月1日から図書閲覧の業務を再開、2006年には開庫100周年を迎え、倉田山西側の神宮徴古館にて『神宮文庫開庫百周年特別企画展』が開催された。
隣接していた神宮皇學館は終戦直後の1946年（昭和21年）に廃止されたが、1962年（昭和37年）に私立大学皇學館大学として再興された。2007年現在、皇學館大学の文学部図書館には約24万冊の蔵書がある。

### 豊宮崎・林崎両文庫のその後
旧豊宮崎文庫は1923年（大正12年）3月7日に、旧林崎文庫は1954年（昭和29年）12月25日に国の史跡に指定されている。
旧豊宮崎文庫の南隣は昭和後期に伊勢市立図書館として利用されていたが、図書館が八日市場町に移転したのちに伊勢市立郷土資料館になっており、旧豊宮崎文庫も伊勢市が管理している。郷土資料館の入館者は、希望すれば旧豊宮崎文庫を見学することができる。旧豊宮崎文庫にはオヤネザクラ（御屋根桜）という桜がある。この桜は出口延佳邸の屋根に生えたという説と外宮の屋根に生えたサクラという説があるが、いずれにせよ屋根に生えた桜を旧豊宮崎文庫に移植したので御屋根桜と名付けられたという。オヤネザクラは1928年（昭和3年）にヤマザクラの新品種として発表されたのちに絶滅したと考えられていたが、1978年（昭和53年）に4株の現存が確認され、1986年（昭和61年）7月3日に伊勢市の天然記念物に指定された。
旧林崎文庫は神宮司庁に管理され、春と秋の神楽祭に合わせて年間数日一般に無償で公開される。このときは庭から建物を見学することができるが、それ以外の時期には門以外を見ることはできない。

## 所蔵文化財
2011年（平成23年）現在の蔵書は約30万冊で、うち約28万冊が江戸時代以前の書籍（和装本）である。神宮および神道に関する歴史書・文学書を中心とする。
以下は、神宮文庫所蔵の指定文化財の一覧である。伊勢神宮所蔵の文化財は御幸道路（三重県道37号鳥羽松阪線）を挟んで神宮文庫の西にある神宮徴古館などに所蔵されるものもある。

### 国宝
- 玉篇巻第廿二[1] 平安時代（昭和26年6月9日）

### 重要文化財
- 古文書
  - 皇太神宮儀式帳 残巻 1帖 鎌倉時代 （昭和53年6月15日）
  - 等由気太神宮儀式帳 1巻 鎌倉時代（昭和53年6月15日）

- 書跡
  - 古事記裏書（応永31） 1冊 室町時代 （昭和34年12月18日） - 卜部兼文が著した古事記に関する注釈書で、現存するなかでは最古とされる。
  - 神宮法楽和歌（霊元天皇以下歴代天皇宸翰） 16巻 江戸時代 （昭和38年7月1日） - 伊勢神宮の大神（天照大神、豊受大神）の心を慰めるために両宮に奉納された霊元天皇、桜町天皇、桃園天皇、後桜町天皇、光格天皇の自筆の和歌。

- 歴史資料
  - 渋川春海天文関係資料 12種 1括 昭和53年6月15日） - 江戸時代前期の天文暦学者渋川春海（1639-1715）が貞享暦を考案する前に行なった天体観測などの資料。

### 三重県指定有形文化財
- 古文書
  - 紙本墨書御塩殿文書 2巻 （平安時代-江戸時代） （昭和44年3月28日）

### 伊勢市指定有形文化財
- 書跡
  - 中臣祓注抄 1冊 南北朝時代 （昭和55年12月20日）

## 利用案内
神宮文庫は伊勢神宮の文化公益事業の一環として、一般にも公開している。図書の貸し出しは行っておらず、館内での閲覧のみ可能である。閉架式であり、利用者は総目録や館内のパーソナルコンピュータで蔵書を検索し、係員に申し込むことで図書を利用できる。ただし閲覧制限のある図書もある。閲覧室には、文化財指定を受けた図書のレプリカを展示するコーナーがある。
- 公開日：木曜日から土曜日
- 公開時間：9時から16時
- 閉館日：日曜日、祝日、年末年始（12月29日〜1月7日）

### 交通アクセス
- 最寄駅
  - 近鉄鳥羽線五十鈴川駅から北へ約1.2km、徒歩約15分
  - JR東海参宮線伊勢市駅から約2.2km、徒歩約30分
- 最寄バス停
  - 三重交通徴古館前バス停 - 御幸道路（三重県道37号鳥羽松阪線）沿い
- 一般国道：国道23号から西
- 最寄インターチェンジ：伊勢自動車道伊勢インターチェンジから約1km
- 駐車場：なし

## 周辺情報
- 皇學館大学
- 皇學館高等学校
- 皇學館中学校
- 神宮徴古館・美術館・農業館 - 伊勢神宮が運営する博物館。御幸道路を挟んで神宮文庫の西。
- 御師葉山大夫門 - 常盤町の伊勢御師葉山大夫（はやまだゆう）邸にあった門を御幸道路（当時の国道23号、現三重県道37号鳥羽松阪線）沿いに1965年（昭和40年）に移築した。鬼瓦に嘉永6年（1853年）11月の銘がある。
- 皇學館大学佐川記念神道博物館 - 皇學館大学付属の博物館、1992年（平成4年）10月26日開館。
- 倭姫宮 - 皇大神宮（内宮）別宮。御幸道路の西側に参道口あり。
- 月讀宮 - 皇大神宮別宮、御幸道路を南へ約1.6km。